# Herren von Graben
Herren von Graben, imenovani tudi von Grabenov, ab dem Graben, von (dem) Graben, von Graben von (zum) Stein, Grabner, Graben zu Kornberg, Grabner zu Rosenburg, in vom Graben v slovenščini Grabenski, je ime stare avstrijske plemiške rodbine. Izvirno s Kranjske, očitne (ali nelegitimne) veje Majnhardincev, je družina vladala nekaterim koroškim, tirolskim, štajerskim, goriškim in sodobnim italijanskim okrožjem kot Burggrafen (neke vrste vikont) in Herren (gospodi) od zgodnjega srednjega veka do 16.-17.

## Zgodovina
Von Grabni se prvič omenjajo v 12. stoletju (brata Konrad in Grimoald Grabenski leta 1170). Von Grabni izhajajo iz stare rodbine, ki je imela istoimenski izvorni grad Graben v Novem mestu. Rodbina je izumrla leta 1776/1780 (Felix Jakob Grabenski).
Med gospode Graben sodi stara avstrijska družina Orsini-Rosenberg, ki obstaja še danes, po starejših virih pa tudi družina De Graeff, ki večinoma živi na Nizozemskem. Plemenska enakost z visoko plemiško družino von Lambergi, prav tako s Kranjske, je zaradi enakega grba negotova. Grbe gospodarjev iz Grabna so sprejeli tudi cesarski grofje Jörger von Tollet († 1772), Stadel-Kornberg († 1882) in Leublfing zu R(h)ain († 1893 in 1985), pa tudi baroni Rain zu Sommeregg († okoli 1600).
Družina von Graben, pregled družinskih linij:
1. Majnhardinci
  1. linija Am Graben (Kranjska)
    1. linija Am Graben, Grabenhofen (Graz, Štajerska)
      1. linija Thal (Štajerska)
      2. Rosenbergerjeva linije (družina Orsini-Rosenberg) (Štajerska)
      3. linija Grabner zu Rosenburg
      4. Kornbergerjeva linija (Štajerska)
        1. Prva spodnjeavstrijska linija
        2. Prva tirolska linija
          1. švicarska linija

        3. družina Graeff, De Graeff (Nizozemska)
        4. Sommereggerjeva linija (Koroška)
          1. linija Am Stein (Koroška)
          2. Druga tirolska linija

- Heraldično družinsko drevo gospodov Grabenskih in njihovih prednikov

### Grad Graben
Polihistor Janez Vajkard Valvasor v svojem delu Slava Vojvodine Kranjske navaja, da je stolpast Grad Graben posredno omenjen preko dveh vitezov bratov Konrada in Grimoald iz Grabna, ki naj bi živela okoli leta 1170. Nadalje Valvasor navaja, da je bil okoli leta 1330 lastnik gradu Ulrik II. Grabenski. S smrtjo Ruperta IV. Grabenski leta 1468, zadnjega moškega člana rodbine kranjske (osnovne) veje Grabenskih, je grad prešel v last koroške veje Grabenskih. Tako je bilo gospostvo in grad Graben do 1507 v posesti Vergila Grabenskega, po njegovi smrti pa je prešel v roke bratrancev iz štajerske linije Grabenskih iz Kornberga – bratov Andreja, Viljema in Wolfganga. Grad Graben je bil v lasti družine do leta 1510.

### Graben zu Kornberg
Prednik rodu Kornbergov gospodov Graben (imenovan tudi Grabner) je Ulrich I Grabenski († pred 1325), o čigar starših ni nič znanega in ki ni imel očetovske dediščine. Vendar pa velja za mlajšega brata Graz -jevih plemičev Konrad I Grabenski in Walther Grabenski iz linije Am Grabena. [29 Leta 1328 je družina pridobila fevd Kornberg. Kornberg je bil edini iz štajerske družine von Graben, ki je imel drugačen grb. Velik razmah družine von Graben v 14. stoletju, tudi pod različnimi imenskimi različicami, je prinesel več sprememb v grbu družine Graben. Namesto grba z modro poševno prečko na srebru so uporabili grb s srebrno lopato na rdečem. Linija Kornberga je bila verjetno najpomembnejša od Von Graben, poleg Sommereggerjeve črte v Carinthiji. in Grabner v Rosenburgu.
Von Grabni so bili plemiška rodbina, ki je posedovala kar nekaj gradov, med njimi Kornberg, Marburg (Maribor), Straß in Steiermark, Riegersburg. Med letoma 1456 in 1564 je imela ta linija v lasti Obermarburg in grad Marburg. Več pomembnih cesarskih svetovalcev in politikov, kot je Friderik II., Ulrik III., je prišlo iz linije Kornberg in Wolfgang Grabenski. Wolfgang († 1521) je v različnih virih omenjen kot prednik družine De Graeff.

#### Pomembni predstavniki rodbine
- Ulrik I. Grabenski († pred 1325), grad grof Gleichenberg.
- Otto I. Grabenski († pred 1360), grad grof Gleichenberg, gospod Kornberga.
- Ulrik II. Grabenski (~1300-~1361), grad grof na Hohenwang-Langenwang, gospod iz Kornberga.
- Friderik I. Grabenski († pred 1404), gospod Kornberški, grad grof Riegersburg in Gleichenberg.
- Friderik II. Grabenski (~1378-1463), cesarski svetnik, diplomat, gospod Kornberški in Mariborski, grad grof in Riegersburg.
- Ulrik III. Grabenski (1415-1486), deželni glavar (guverner) Štajerske, grad grof v Gradcu, gospod Kornberški in Mariborski.
- Rupert V. Grabenski (omenjen med 1456 in 1494), cesarski komornik, upravitelj in vojaški poveljnik, grad gof Strudengau in Ehrenfels
- Wolfgang Grabenski († 1521), gospod Kornberga in Mariborski, grad grof Saldenhofen. Velja za prednika družine De Graeff.
- Andrej Grabenski († 1521), gospoda Kornberga in Mariborski, grad grof Saldenhofna.
- Andrej Grabenski († 1556), glavar Slovenj Gradca, gospod Mariborski in Kornberški.

- Wolfgang Grabenski († 1521) in Andrej Grabenski († 1521), gospoda Kornberga, grad grof Saldenhofna

### Grabner zu Rosenburg
Ta veja je imela obsežno posest Rosenburg, Zägging in Pottenbrunn ter na Moravskem (Joslowitz) in je bila ena od zagovornikov protestantizma med reformacijo v Spodnji Avstriji. V 16. stoletju je Grabner Rosenburg postal središče avstrijske reformacije. V 16. in zgodnjem 17. stoletju so bili Grabnerji med najbogatejšimi in najbolj spoštovanimi družinami v Avstriji in ena izmed prevladujočih protestantskih plemiških družin v državi.

#### Pomembni predstavniki rodbine
- Christoph Grabner zu Rosenburg (klical 1487–1515), viteški politik, gospod iz Rosenburg, Zagging in Pottenbrunn.
- Sebastian I. Grabner zu Rosenburg († 1535), avstrijski protestant, poslanec v cesarskem parlamentu Svetega rimskega cesarstva, gospod iz Rosenburg, Zagging in Pottenbrunn.
- Georg Grabner zu Rosenburg († 1562), avstrijski protestant, viteški politik, gospod iz Rosenburg, Zagging in Pottenbrunn.
- Leopold Grabner zu Rosenburg († 1583), pomemben avstrijski protestant, gospod iz Rosenburg in Pottenbrunn.
- Sebastian II. Grabner zu Rosenburg († 1613), pomemben avstrijski protestant, gospod iz Rosenburg in Pottenbrunn.

- Epitaf Hansa von Dachpecka zu Greillensteina († 1499) in Petronelle Grabner zu Judenau

### Graben zu Sommeregg
Sommereggerjeva linija, ki je prihajala s Kornbergške linije, je bila med letoma 1442 in 1536 aktivna tudi kot grofje in gospodje Sommeregga na Koroškem in je bila konec 15. in v začetku 16. stoletja najpomembnejša družina na dvoru goriških Majnhardincev. Poleg Sommeregga je bil v lasti družine še Heinfels, Herbstenburg, grad Lienz, grad Stein in drugi. Najpomembnejši njen predstavnik je bil koroški politik in diplomat Virgil von Graben.

#### Pomembni predstavniki rodbine
- Andreas von Graben zu Sommeregg († 1463), guverner z grofje Ortenburški, grad grof in gospod iz Sommeregga
- Vergil Grabenski († 1507), cesarski svetnik, diplomat, regent in guverner Gorice, Lienza in vzhodne Tirolske, grad grof in gospod iz Sommeregga, Lienza in Heinfelsa

- Virgil von Graben (1430/40-1507)
- Grb Graben zu Sommeregg-Von Rain zu Sommeregg

### Graben von Stein

#### Koroška
- Lukas von Graben von Stein († 1550), cesarski častnik, grof Heinfelški, gospod iz Steina

#### Tirolska
- Otto von Graben zum Stein (tudi Graf zum Stein) (1690-1756), pisatelj

- Otto von Graben zum Stein (1690-1756)